# ماديسون فيريس
ماديسون فيريس (بالإنجليزية: Madison Ferris)‏ هي ممثلة أمريكية، ولدت في 1992 في بنسيلفانيا في الولايات المتحدة.

## وصلات خارجية
- ماديسون فيريس على موقع IMDb (الإنجليزية)
- ماديسون فيريس على موقع قاعدة بيانات برودواي على الإنترنت (الإنجليزية)
- ماديسون فيريس على موقع قاعدة بيانات الفيلم (الإنجليزية)